# Арктическая гонка Норвегии
Арктическая гонка Норвегии (англ. Arctic Race of Norway) — ежегодная шоссейная многодневная велогонка, проводящаяся в августе по дорогам северной Норвегии, расположенным за северным полярным кругом. Впервые состоялась в 2013 году. Соревнование организуют Amaury Sport Organisation и Arctic Race of Norway AS.
Гонка входит в календарь Европейского тура UCI и состоит из 4 этапов. Первые два выпуска гонки имели категорию 2.1. В 2015 году гонку повысили до категории 2.HC.

## Победители
| Год  | Победитель          | Второй              | Третий              |
| ---- | ------------------- | ------------------- | ------------------- |
| 2013 | Тур Хусховд         | Кенни Ван Хуммель   | Никиас Арндт        |
| 2014 | Стивен Крёйсвейк    | Александер Кристофф | Ларс Петер Нордхауг |
| 2015 | Рейн Таарамяэ       | Сильван Дилье       | Ильнур Закарин      |
| 2016 | Джанни Москон       | Стеф Клемент        | Оскар Гатто         |
| 2017 | Дилан Тёнс          | Аугуст Йенсен       | Михел Кредер        |
| 2018 | Сергей Чернецкий    | Маркус Хоэльгор     | Колин Джойс         |
| 2019 | Алексей Луценко     | Уоррен Баргиль      | Кристс Нейландс     |
| 2021 | Бен Херманс         | Одд Кристиан Эйкинг | Виктор Лафей        |
| 2022 | Андреас Лекнесунд   | Юго Уль             | Никола Кончи        |
| 2023 | Стивен Уильямс      | Кристиан Скарони    | Кевин Вермарке      |
| 2024 | Магнус Корт Нильсен | Клеман Шампуссен    | Кевин Вермарке      |
| 2025 |                     |                     |                     |